# Korlevići
Korlevići is een plaats in de gemeente Višnjan in de Kroatische provincie Istrië. De plaats telt 12 inwoners (2001).